# 市之枝村
市之枝村（いちのえだむら）は、かつて岐阜県羽島郡にあった村である。
現在の羽島市下中町市之枝などに該当する。
発足時は中島郡であったが、郡の合併で羽島郡の村となっている。

## 歴史
- 1889年（明治22年）7月1日 - 町村制により市之枝村が発足。
- 1897年（明治30年）4月1日[2] - 羽栗郡と中島郡が合併して羽島郡となり、当村は羽島郡の所属となる。
- 1897年（明治30年）4月1日 - 西加賀野井村、石田村、城屋敷村と合併し、下中島村が発足。同日市之枝村廃止。